# Ralph Gassmann
Ralph Gassmann (* 19. März 1977 in Zürich) ist ein Schauspieler mit Schweizer, britischer, sowie deutscher Staatsbürgerschaft.
Bereits in seiner Jugend hatte Gassmann zahlreiche Engagements bei Film und Fernsehen. 1998 bis 2001 absolvierte er sein Schauspielstudium an der Arden School of Theatre in Manchester. Bereits in seinem letzten Studienjahr war er unter anderem als Hamlet zu sehen. Es folgten nach Abschluss verschiedene Theaterrollen im Nordwesten Englands sowie auch im Londoner West End und Engagements im britischen Film und Fernsehen. Für die Hauptrolle im Schweizer Fernsehfilm Dario M. wurde Gassmann 2004 mit dem Schweizer Filmpreis als einziger männlicher Schauspieler in der Kategorie „Beste Hauptrolle“ nominiert. Seither ist er in zahlreichen Filmen und Serien für das britische und schweizerische Fernsehen sowie in britischen Theaterstücken zu sehen. Seit 2007 ist Gassmann auch im deutschen Fernsehen aktiv und dort dem Publikum vor allem durch Rollen im Bodensee-Tatort, als Tierarzt Andreas Grub in der SWR-Serie Die Fallers und von Hauptrollen in zahlreichen ZDF-Fernsehfilmen bekannt. 2017 war er in einer durchgehenden Rolle in der 5. Staffel der SRF-Serie Der Bestatter zu sehen.
Ralph Gassmann lebt seit 2013 in Berlin.

## Filmografie (Auswahl)
- 2003: Lüthi und Blanc
- 2003: Dario M.
- 2003: Between the Sheets
- 2003: P.O.W.
- 2003: Red Cap
- 2004: Island at War
- 2005: Grounding – Die letzten Tage der Swissair
- 2006: Havarie
- 2006: Love Made Easy
- 2007: Save Angel Hope
- 2007: Tatort: Seenot (Fernsehreihe)
- 2008: Clash of the Santas
- 2008: Da kommt Kalle (Fernsehserie, 1 Folge)
- 2009: Casualty 1909
- 2009: Coronation Street
- seit 2009: Die Fallers – Die SWR Schwarzwaldserie
- 2010: Tatort: Der Polizistinnenmörder
- 2010: Geliebte Familie
- 2011: Doctors
- 2011: Tatort: Der schöne Schein
- 2012: Best Friends
- 2012: Drama am Gauligletscher
- 2013: Mary, Queen of Scots
- 2014: Doctors
- 2015: Rosamunde Pilcher – Liebe, Diebe, Diamanten
- 2016: Das Traumschiff: Palau
- 2017: Der Bestatter (Fernsehserie, 6 Folgen)
- 2018: Generalstreik 1918
- 2018: Berlin Station
- 2021: Blood Red Sky
- 2022: In aller Freundschaft – Die jungen Ärzte (Fernsehserie, Folge Tabu)
- 2023: Tatort: Blinder Fleck